# صيغة أورت الدورانية

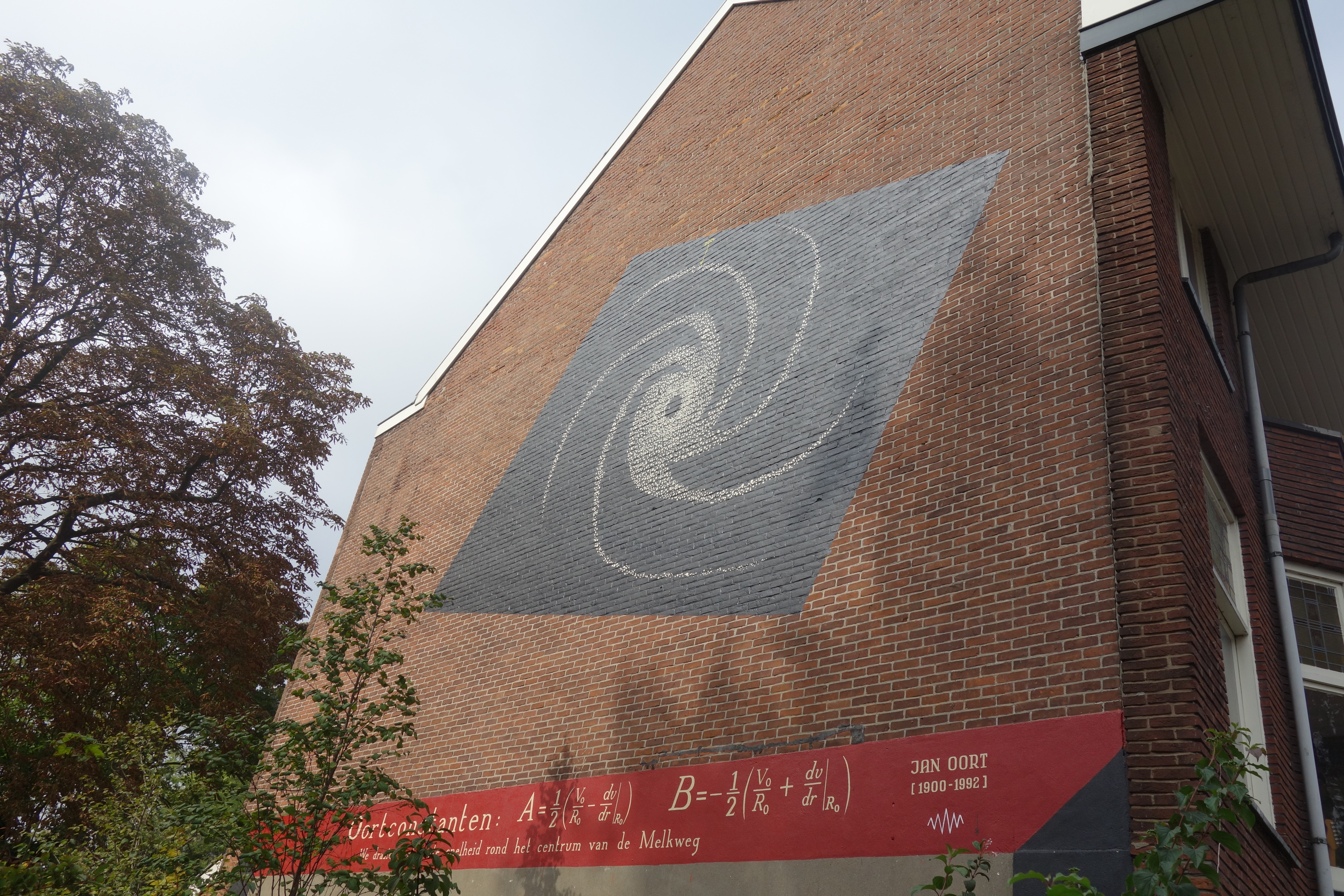
صيغة أورت الدورانية في ليدن

طور عالم الفلك الهولندي يان هندريك أورت (1900-1992) معادلات أورت للدوران التفاضلي لنظام نجوم مجرة درب التبانة.
في عام 1927 نجح أورت في إثبات دوران مجرتنا. باستخدام الإحصائيات النجمية ، لاحظ النجوم حول الشمس ووصف الدوران التفاضلي للأذرع الحلزونية . كان الهدف الرئيسي من التحقيق هو التوزيع المكاني للسرعات الشعاعية والحركات المناسبة (الحقيقية).
نظرًا لأن النجوم لا تتبع تمامًا الدوران التفاضلي لمجرة درب التبانة ، ولكن لها سرعات خاصة إضافية ، فإن صيغة الدوران لأورت لا تنطبق على كل نجم على حدة ، ولكن فقط كمتوسط على العديد من النجوم (انظر الشكل 2).

## الصياغة

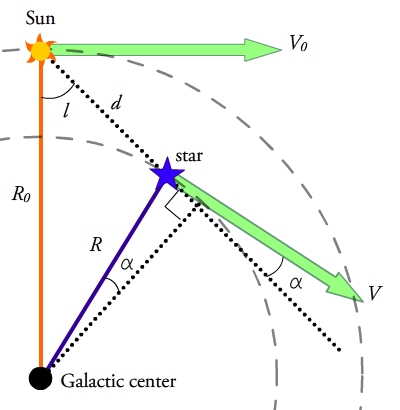
الشكل 1: الهندسة في مستوى دوران مجرة درب التبانة

صيغة أورت الدورانية هي:
{\displaystyle v_{\text{r}}\approx A\cdot R\cdot \sin(2l)}
للسرعة الشعاعية لنجم (باتجاه الشمس أو بعيدًا عنها) و
{\displaystyle EB\approx A\cdot R\cdot \cos(2l)+B\cdot R}

الحركة الصحيحة للنجم (بتعبير أدق: مكونات حركته في مستوى دوران مجرة درب التبانة)
مع ثوابت أورت (القيم العددية الحالية  ، المحددة من نتائج المسبار هيباركوس )
{\displaystyle A={\frac {1}{2}}\left({\frac {V_{0}}{R_{0}}}-\left.{\frac {\mathrm {d} v}{\mathrm {d} r}}\right|_{R_{0}}\right)\approx (+14{,}8\pm 0{,}8)\,\mathrm {km/s/kpc} } ( القص ) و
{\displaystyle B=-{\frac {1}{2}}\left({\frac {V_{0}}{R_{0}}}+\left.{\frac {\mathrm {d} v}{\mathrm {d} r}}\right|_{R_{0}}\right)\approx (-12{,}4\pm 0{,}6)\ \mathrm {km/s/kpc} } ( قوة الدوامة )
وكذلك مع الزاوية {\displaystyle l} لخط الطول المجري للنجم و {\displaystyle R} بعده عن الشمس.

## التفسير

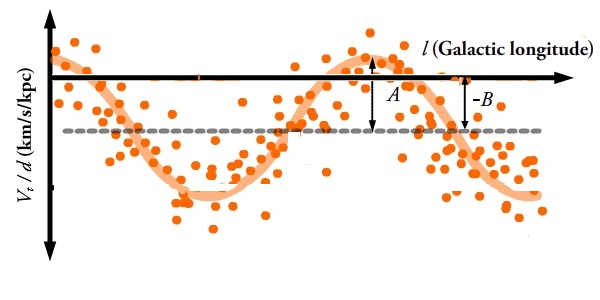
الشكل 2: موجة مزدوجة للحركة المناسبة محددة من بيانات المراقبة ؛
بسبب العلامة السلبية ، يجب أن يكون المنحنى منزاحا بمقدار إلى أسفل ، (راجع)

السرعة الشعاعية والحركة الحقيقية (أو المناسبة) تصف كل منهما موجة مزدوجة ذات حد أقصى وحد أدنى على 360 درجة لخط طول المجرة (الشكل 2).

### A + B
{\displaystyle A+B=-{\frac {\mathrm {d} v}{\mathrm {d} r}}{\Big |}_{R_{0}}\approx (+2{,}4\pm 1{,}4)\,\mathrm {km/s/kpc} ,}
أي أن منحنى الدوران {\displaystyle v(r)} لمجرة درب التبانة شبه مسطح بالقرب من الشمس (مرتفع قليلاً).
(kpc تعني ألف [[فرسخ فلكي]] Kiloparsec )

### A - B
{\displaystyle A-B={\frac {V_{0}}{R_{0}}}\approx (+27{,}2\pm 1{,}4)\,\mathrm {km/s/kpc} }
هي السرعة الزاوية {\displaystyle \Omega _{0}} لدوران الشمس حول مركز درب التبانة .
هذا يتوافق مع الفترة المدارية للشمس حول مركز درب التبانة {\displaystyle T_{0}={\tfrac {2\pi }{\Omega _{0}}}\approx 230\cdot 10^{6}} سنوات
(أي  أن دورة المجرة تستغرق 230 مليون سنة) ، وتسمى أيضًا بالسنة المجرية .
مع المسافة {\displaystyle R_{0}\approx 8\,\mathrm {kpc} } من مركز مجرة درب التبانة ، فهذا يعطي السرعة المدارية للشمس {\displaystyle V_{0}\approx 220\,\mathrm {km/s} }
، وهي تتفق جيدًا مع بيانات مشاهدات أخرى.
على العكس من ذلك فإن {\displaystyle A-B} يمكننا استنباط منها أيضا المسافة {\displaystyle R_{0}} للشمس من مركز مجرة درب التبانة. للقيام بذلك ، نحتاج إلى معرفة السرعة {\displaystyle V_{0}} للشمس بالنسبة للأجسام التي لا تتبع دوران مجرة درب التبانة (على سبيل المثال عناقيد كروية ).

## اقرأ أيضا
- حركة خاصة
- سرعة شعاعية
- درب التبانة